# André Gorz
André Gorz, född 9 februari 1923 i Wien, död 22 september 2007 i Vosnon, Aube, var en österrikisk-fransk socialistisk teoretiker, journalist, arbetskritiker och författare knuten till den nya vänstern. Han var anhängare av Sartres marxistiska existentialism.
André Gorz var biträdande chefredaktör för den franska tidskriften Le Nouvel Observateur och skrev flera uppmärksammade böcker om bland annat arbete och ekologi. Gorz förknippas även med så kallad ekosocialism och den nya vänstern, en tredje väg mellan klassisk kommunism och traditionell socialdemokrati.

## Gorz teorier
Gorz har utvecklat ett socialistiskt perspektiv som skiljer sig både från den socialdemokratiska reformismen och från den ortodoxa kommunismen. Han förespråkade aktivt en "revolutionär reformpolitik" som skulle gripa in i och omvandla den kapitalistiska samhällsstrukturen i grunden.
Gorz var 1972 den förste som myntade och använde begreppet nerväxt (décroissance) av materiell produktion för att återställa jordens balans.